# Niger ai XVII Giochi paralimpici estivi
Il Niger ha partecipato ai XVII Giochi paralimpici estivi che si sono svolti a Parigi in Francia, dal 28 agosto all'8 settembre 2024, con una delegazione di 1 atleta uomo, che ha gareggiato in 1 disciplina.

## Taekwondo
| Atleta                | Evento          | 16-esimi              | Quarti di finale     | Semifinale           | Finale / Finale per il bronzo | Posizione       |
| Atleta                | Evento          | Avversario Risultato  | Avversario Risultato | Avversario Risultato | Avversario Risultato          | Posizione       |
| --------------------- | --------------- | --------------------- | -------------------- | -------------------- | ----------------------------- | --------------- |
| Ide Oumarrou Djabirou | Maschile –58 kg | Joel Martin P (13-30) | non qualificato      | non qualificato      | non qualificato               | non qualificato |